# Calumma vencesi
Calumma vencesi este o specie de cameleoni din genul Calumma, familia Chamaeleonidae, descrisă de Andreone, Mattioli, Jesu și Jasmin E. Randrianirina în anul 2001. A fost clasificată de IUCN ca specie în pericol. Conform Catalogue of Life specia Calumma vencesi nu are subspecii cunoscute.